# Говорухин, Сергей Станиславович
Серге́й Станисла́вович Говору́хин (1 сентября 1961, Харьков — 27 октября 2011, Москва) — российский кинорежиссёр, сценарист, продюсер и писатель. Сын кинорежиссёра Станислава Говорухина (1936—2018).

## Биография
Родился 1 сентября 1961 года в Харькове, в семье режиссёра Станислава Говорухина и актрисы Юноны Каревой. Детство и юность провёл в г. Казани. В 1988 году окончил сценарный факультет ВГИКа. Работал сварщиком, монтажником, строителем на Крайнем Севере, прорабом.
С 1994 по 2005 год работал в качестве военного корреспондента, освещал боевые действия на территории Таджикистана, Чечни, Афганистана и Югославии. Участвовал в 20 боевых и трёх специальных операциях. Удостоен нескольких боевых наград.
В 1994 году приступил к съёмкам фильма о современных войнах в России. В феврале 1995 года в Грозном при возвращении со съёмок был обстрелян чеченскими боевиками и получил огнестрельное ранение, приведшее к ампутации ноги.
Дебютировал художественно-публицистическим фильмом «Прокляты и забыты» в соавторстве с Инной Ванеевой.
В 1996 году создал Региональную общественную организацию ветеранов-инвалидов межрегиональных конфликтов в Таджикистане и Чечне. Занимал пост председателя фонда ветеранов и инвалидов вооружённых конфликтов «Рокада».
В 2000 году в паре с военным корреспондентом Евгением Кириченко недолгое время вёл ток-шоу «Забытый полк» на телеканале НТВ.
Член Союза писателей и Союза кинематографистов России. Руководитель Кинокомпании «Послесловие». Являлся[когда?] членом Совета при Президенте по содействию развитию институтов гражданского общества и правам человека.

Могила Говорухина и его матери на Троекуровском кладбище Москвы

Автор сборников прозы «Мутный материк», «Никто, кроме нас…», «Со мной и без меня», «Прозрачные леса под Люксембургом», ряда публикаций в центральной прессе и журналах.

### Смерть
Скончался в Москве на 51-м году жизни 27 октября 2011 года. Причиной смерти стал инсульт, после которого Говорухин несколько дней находился в коме. Похоронен 29 октября на Троекуровском кладбище в Москве.

### Личная жизнь
Был три раза женат. Имя первой супруги никогда не упоминал.
Вторая жена — Инна, сын Станислав (род. 1990).
Третья жена — Вера Царенко, сын Василий (род. 1998).
Внебрачная дочь — Варвара (род. 30.12.2010).

## Фильмография
Режиссёр, сценарист и продюсер фильмов:
- «Прокляты и забыты» (1997),
- «Никто, кроме нас...» (2008),
- «Земля людей» (2011).

## Книги
- Никто, кроме нас… — М.: Молодая гвардия, 2004 ISBN 5-235-02670-6 (ошибоч.)
- Со мной и без меня. — Киев: Наири, 2008 ISBN 978-966-8838-22-4
- Прозрачные леса под Люксембургом. — М.:АСТ, 2010 ISBN 978-5-17-064823-8

## Награды и премии
Государственные награды:
- Орден Мужества (1995)
- Медаль «За отвагу» (14 октября 1998 года)[11]
- Благодарность Президента Российской Федерации (30 апреля 2008 года) — за большой вклад в развитие институтов гражданского общества и обеспечение защиты прав и свобод человека и гражданина[12]

Премии:
- Премия города Москвы в области литературы и искусства за фильм «Сочинение на уходящую тему»
- За фильм «Прокляты и забыты»:
  - 1998 — Гран-при IX Открытого фестиваля неигрового кино «Россия» (Екатеринбург)
  - 1999 — За лучший неигровой фильм — премия «Ника»
- 2005 год — премия «Золотой кадр» (Международный фестиваль «Кинолетопись»)
- За фильм «Никто, кроме нас…»:
  - Фестиваль Российского кино «Окно в Европу» — два приза «Серебряная ладья»
  - Приз Гильдии кинорежиссёров России